# Get Thru This
Get Thru This è il secondo singolo estratto dall'album Vices and Virtues degli Art of Dying. Si tratta di una reinterpretazione del brano Get Through This, contenuto nel primo album del gruppo.

## Tracce
1. Get Thru This – 2:29

## Formazione
- Jeff Brown – batteria
- Greg Bradley – chitarra solista
- Jonny Hetherington – voce
- Cale Gontier – basso, cori
- Tavis Stanley – chitarra ritmica, cori